# Tegenaria hasperi
Tegenaria hasperi är en spindelart som beskrevs av Cornelius Chyzer 1897. Tegenaria hasperi ingår i släktet husspindlar, och familjen trattspindlar. Inga underarter finns listade i Catalogue of Life.